# 341. п. н. е.

## Догађаји
- Први самнитски рат се завршава тријумфом Рима. Рим осваја богату земљу Кампанију са престоницом Капуом.
- Опсада Перинта